# Le Corso rouge

Le Corso rouge est un film muet français réalisé par Charles Krauss, tourné en 1913 et sorti en 1914.

## Fiche technique
- Réalisation : Charles Krauss
- Scénario : Pierre Sales, d'après son roman
- Longueur : 870 mètres
- Durée : 37 minutes
- Société de production : Société Française des Films Éclair
- Format : Muet - Noir et blanc  - 1,35:1 - 35 mm - Son mono
- Affiches : 100 x 150 et 200 x 225 cm.
- Date de sortie :  France : 2 juillet 1914

## Distribution
- Henry Roussel : Montenervio
- Renée Sylvaire
- Charles Keppens : Hélier de Saint-Ermont
- Georges Paulais
- Marise Dauvray : Léonide Barclay
- Maïna : l'écuyère du cirque
- Madeleine Grandjean : Henriette de Saint-Ermont